# 松田政近
松田政近（まつだ まさちか，？—1582年（天正10年））戰國時代武將。山城國出生。太郎左衛門。明智光秀家臣。
政近是山城國豪族，丹波眾之一，欽佩光秀，被光秀錄取為家臣。山崎之戰和並河易家擔任攻擊天王山的先鋒隊，在途中遇上羽柴秀吉軍左翼的中川清秀和高山右近，並乘虛攻擊，但羽柴方黑田孝高和羽柴秀長即時來援，雙方激戰後政近戰死。